# 林傑煥
林傑煥是台灣的前主播、媒體工作者，國立交通大學傳播系、所畢業。擔任過民視等、年代、東森等多家媒體主播、節目主持人、製作人。曾經擔任東森財經新聞台的副總編輯。目前為影像製作公司負責人兼總經理，製作的節目多次入圍及榮獲電視金鐘獎肯定。

## 家庭
妻子是新聞主播廖筱君。

## 學歷
- 台北市立建國高級中學
- 國立交通大學傳播與科技學系
- 交通大學傳播研究所（碩士班）

## 經歷
- 中國時報記者
- 公視新聞記者
- 超級電視台記者、主播
- 民視新聞部政治組召集人兼主播及主持人
- 年代新聞台主播兼採訪中心副主任
- 八大電視主播、新聞部企編中心副主任
- 東森財經新聞台主播、製作人、副總編輯
- 東森新聞台主播、製作人